# 松坂七恵
松坂 七恵（まつざか ななえ、1978年12月13日 - ）とは日本のAV女優。東京都出身。

## 人物
2000年にAVデビュー。趣味はフルート演奏。

## 作品

### アダルトビデオ
- 「インモラル・ロマンストーリー」（2000/01/19）小川真美
- 「恋愛譜」（2000/03/31）
- 「花びらを濡らして」（2000/04/28）
- 「美しく淫らに燃えて」（2000/05/26）
- 「恥まみれ」（2000/06/01）
- 「変身（かわ）るわよ」（2000/08/01）
- 「スペルマエクスタシー」（2001/05/11）望月ねね
- 「あぶないシリーズ(40)女子校生・七恵」（2004/03/26）
- 「宇宙企画Memorial 松坂七恵」（2005/08/12）

### 写真集
- 「春物語」（メディアステーション）